# Mariona Ares Martínez-Fortún
Mariona Ares Martínez-Fortún (Calvià, 27 de juliol de 1981 és una política mallorquina, treballadora en empreses hoteleres i diputada al Congrés dels Diputats en la X Legislatura.
Diplomada en Ciències Empresarials, ha fet estudis de Comerç Internacional a l'Ecole Superieure du Commerce. Ha treballat com a directora d'administració i comptabilitat en empreses hoteleres i de comptable en diverses empreses. Membre de la junta del Partido Popular de Calvià, ha coordinat alguns projectes a l'ajuntament de Calvià.
Fou escollida diputada a les eleccions generals espanyoles de 2011 pel Partit Popular. Ha estat secretària primera de la Comissió d'Educació i Esport i adscrita a la Comissió d'Indústria, Energia i Turisme.